# Acanthamoeba keratitis

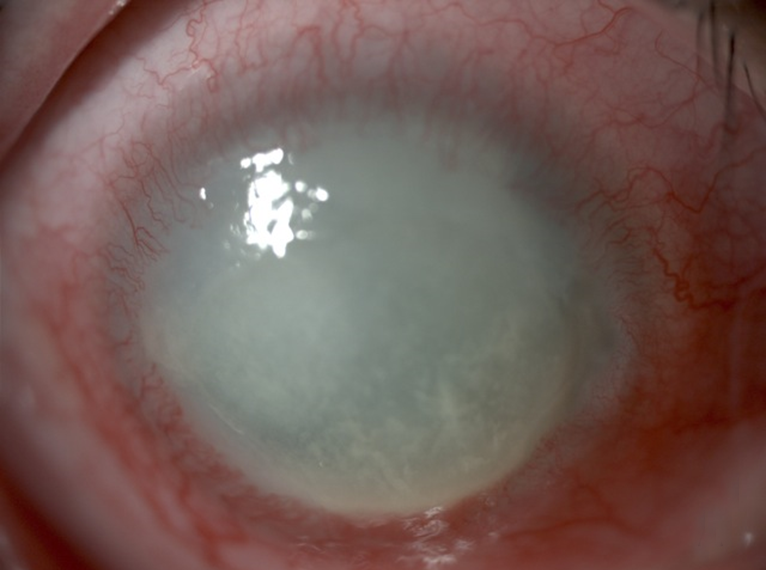
Acanthamoeba keratitis

Akantamöbekeratit (Acanthamoeba keratitis) är en ögonsjukdom, orsakad av amöban Acanthamoeba. Sjukdomen kan orsaka hornhinnesår, vilket kan leda till permanent synnedsättning eller blindhet.
Acanthamoeba keratitis förekommer främst hos användare av kontaktlinser och kan uppstå om kontaktlinser kommit i kontakt med kontaminerat vatten eller annan förorenad vätska. För att minska risken rekommenderas att följa anvisningar för användning av kontaktlinser, samt att fästa speciell uppmärksamhet på hygienen vid hantering av kontaktlinser.
Sjukdomen är svårdiagnostiserad och i ett tidigt stadium är den lätt att förväxla med herpes.
Acanthamoeba har påträffats i olika vattenmiljöer så som pooler, ledningsvatten och kontaktlinsvätska. 2007 larmade FDA om att ett utbrott förekom i anslutning till en linsvätska från Advanced Medical Optics.